# Nabaluia
Nabaluia är ett släkte av orkidéer. Nabaluia ingår i familjen orkidéer.
Kladogram enligt Catalogue of Life:
| Nabaluia | \| \| Nabaluia angustifolia \| \| \| \| \| \| Nabaluia clemensii \| \| \| \| \| \| Nabaluia exaltata \| \| \| \| |
|          | \| \| Nabaluia angustifolia \| \| \| \| \| \| Nabaluia clemensii \| \| \| \| \| \| Nabaluia exaltata \| \| \| \| |
|          | Nabaluia angustifolia                                                                                            |
|          | |
|          | Nabaluia clemensii                                                                                               |
|          | |
|          | Nabaluia exaltata                                                                                                |
|          | |